# Kochánov
Kochánov är en ort i Tjeckien.   Den ligger i regionen Vysočina, i den centrala delen av landet, 100 km sydost om huvudstaden Prag. Kochánov ligger 529 meter över havet och antalet invånare är 139.
Terrängen runt Kochánov är lite kuperad. Runt Kochánov är det tätbefolkat, med 297 invånare per kvadratkilometer. Närmaste större samhälle är Jihlava, 15,8 km söder om Kochánov. I omgivningarna runt Kochánov växer i huvudsak blandskog.